# Витторито
Витторито (итал. Vittorito) — коммуна в Италии, расположена в области Абруццо, подчиняется административному центру Л’Акуила.
Население составляет 955 человек (на 2005 г.), плотность населения составляет 68,02 чел./км². Занимает площадь 14,04 км². Почтовый индекс — 67030. Телефонный код — 0864.
Покровителем населённого пункта считается священномученик Власий Севастийский (San Biagio). Праздник ежегодно празднуется 3 февраля.